# Долина, Вероника Аркадьевна

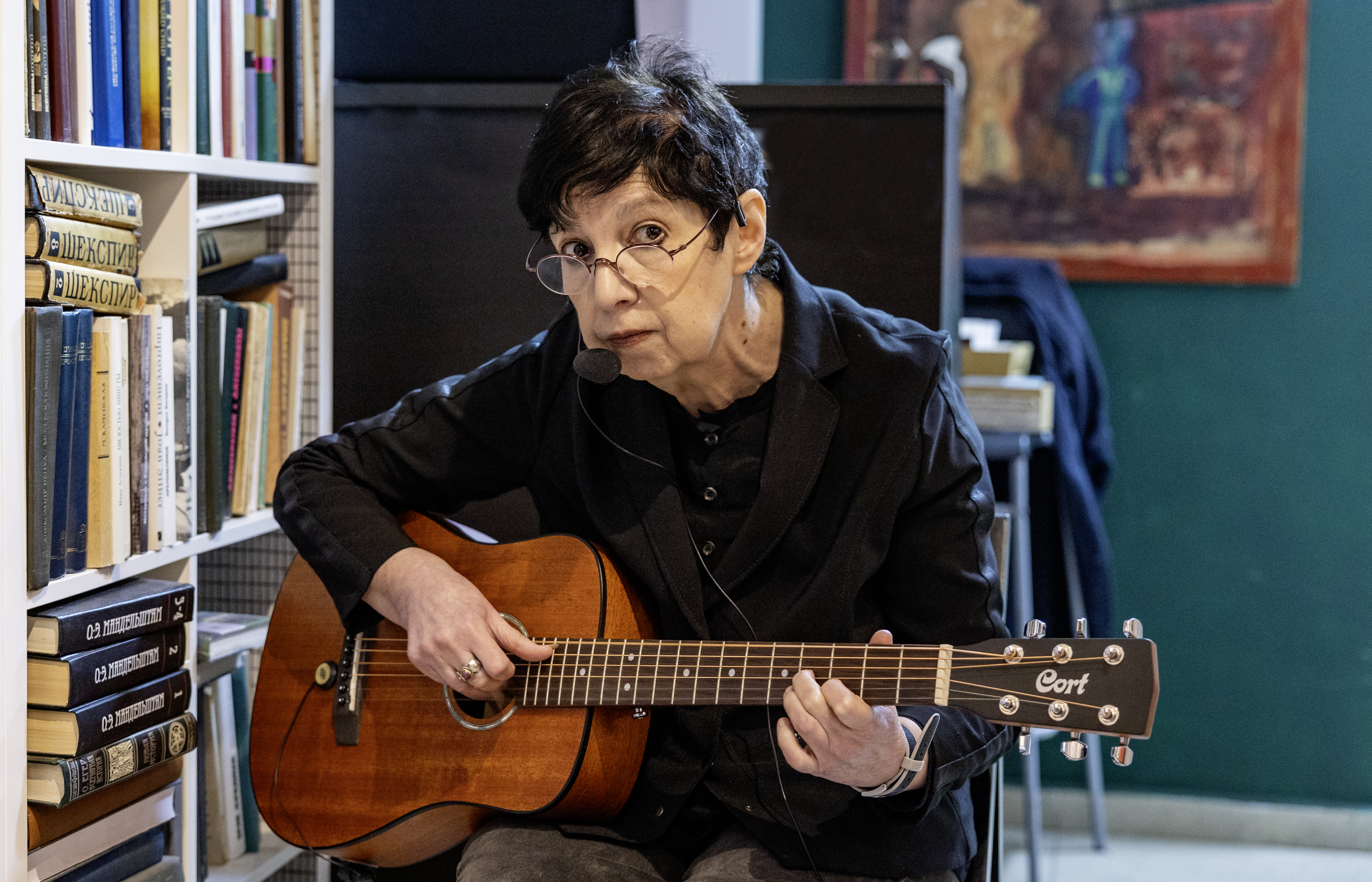
Вероника Долина. Книжный магазин «Бабель». Тель-Авив. Израиль. Март 2024

Верони́ка Арка́дьевна До́лина (род. 2 января 1956, Москва) — советская и российская певица, поэтесса, бард, автор более 500 песен.

## Биография

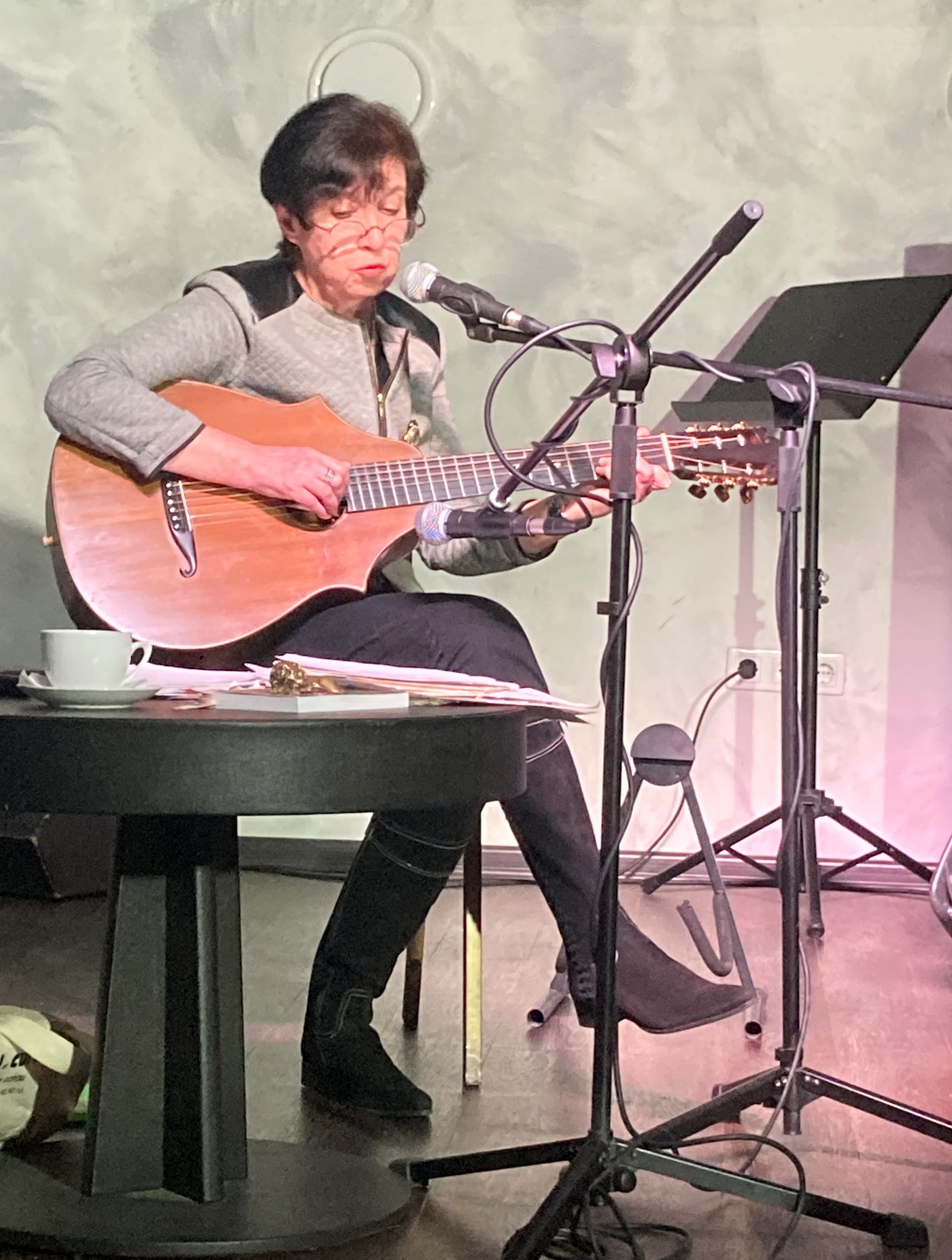
Вероника Долина на концерте в Москве

Вероника Долина родилась 2 января 1956 года в Москве, в семье авиаконструктора Аркадия Яковлевича Фишера (1924—2002) и врача, кандидата медицинских наук Людмилы Александровны Долиной (1923—1999). Отец работал в НПО имени С. А. Лавочкина. Дед по материнской линии, выходец из бессарабского местечка Вад-Рашков Александр Осипович Долин, участвовал в Гражданской войне, был пулемётчиком в кавалерийской бригаде Г. И. Котовского, затем комиссаром Одесского артиллерийского училища, а впоследствии нейрофизиологом и доктором медицинских наук. Бабушка по материнской линии — педиатр и организатор здравоохранения Фаня Исааковна Зборовская. Брат — японист, писатель, переводчик Александр Долин.
Училась в одном классе с Егором Гайдаром. Окончила музыкальную школу.
В 1979 году окончила Московский государственный педагогический институт им. В. И. Ленина, получив профессию учителя французского языка. Некоторое время работала в библиотеке, затем — в редакции специализированного журнала.
С 1971 года Долина начала писать песни и исполнять их, аккомпанируя себе на шестиструнной гитаре. К большинству своих песен Долина сама написала стихи и музыку, есть также песни на стихи Ю. Мориц и песни, написанные в соавторстве с А. Сухановым. С середины 1970-х годов Долина активно участвовала в жизни сообщества московского КСП, хотя значительная часть сообщества (особенно поначалу) критически относилась к «острой» творческой манере и подчёркнуто женской тематике её песен.
Регулярные публикации произведений Вероники Долиной, как и многих других бардов, начались в эпоху перестройки. В 1986 году выходит её первый диск, вскоре — второй (тираж более 1 млн). В 1987 году она становится членом Комитета московских драматургов. В том же году в Париже выходит её первый сборник стихов.
В 1988 году даёт первый концерт в Польше, в Варшаве, в клубе Гибриды.
В 1989 году фирма «Мелодия» издала компакт-диск Вероники Долиной «Элитарные штучки». На начало 2014 года выпущено 19 сборников стихов, 9 грампластинок, 24 компакт-диска. В 2011 году издан сделанный Вероникой Долиной перевод «Лэ Марии Французской» (под названием «Мария Французская. Двенадцать повестей»).
В 2005 году ей была присуждена литературная премия «Венец».

## Общественная позиция
В 2001 году подписала письмо в защиту телеканала «НТВ».
В марте 2014 года вместе с рядом других деятелей науки и культуры выразила своё несогласие с политикой российской власти в Крыму. Подписала обращение в поддержку Гасана Гусейнова 10 ноября 2019 года.
В феврале 2022 года осудила агрессию России против Украины.

## Семья
- Сестра — Наталья Козак, врач. С 1985 года жила в Израиле. Умерла 4 сентября 2021 года.
- Брат — Александр Долин, филолог-японист, переводчик художественной литературы с японского языка.
- Мужья:
  - Владимир Воробьёв (1939—2022)[7] — доктор физико-математических наук. Состояли в браке с 1977 по 1992[8].
  - кинорежиссёр Александр Муратов[9].
- Дети:
  - Антон Владимирович Долин (род. 1976), журналист, кинокритик.
  - Олег Владимирович Долин (род. 1981), актёр, музыкант.
  - Ася Владимировна Долина (род. 1984), журналист, музыкант.
  - Матвей Александрович Долин (род. 1995), студент.
- Троюродная сестра — актриса Марина Левтова (1959—2000)[10].

## Музыкальные альбомы
- 1986 — «Позвольте быть вам верной» (винил)
- 1987 — «Мой дом летает» (винил)
- 1987 — «Когда б мы жили без затей» (винил)
- 1989 — «Элитарные штучки» (винил)
- 1990 — «Волшебный сурок» (винил)
- 1993 — «Невинград»
- 1994 — «…И зайчоночка волчиха родила, и волчоночка зайчиха родила…» (винил)
- 1995 — «Судьба и кавалер»
- 1996 — «Любая любовь»
- 1998 — «Будто письма» (совместно с Михаилом Володиным)
- 1999 — «Mon Petit Tambour» (фр. «Барабанчик»)
- 1999 — «Бальзам»
- 1999 — «Табак»
- 1990 — «Дитя со спичками»
- 2000 — «Железная дева»
- 2000 — «Сказочки на потолке»
- 2001 — «Фараон»
- 2003 — «Тринадцать бриллиантов»
- 2004 — «Фатрази»
- 2004 — «Вероника Долина (серия „Российские барды“)» (концерт 1985 года)
- 2005 — «Старые французские сказки»
- 2005 — «Никогда-Никому-Не рассказывай»
- 2006 — «Водевир»
- 2007 — «Медальончик»
- 2009 — «Головокружение»
- 2009 — «Стихи»
- 2011 — «Ночная дудочка»
- 2013 — «Сторож и ветеринар»
- 2014 — «Третья половина дня»

## Список песен
- А вот теперь другая женщина…
- А за всё, что выйдет боком…
- А когда я болела…
- А ну, собирайтесь к экранам, детишки!.. — Спокойной ночи, малыши, или Чёрная колыбельная
- А пока я снимала, как Люк Бессон…
- А природа на них смотрела…
- А тогда, не зная выхода с подземного вокзала…
- А тонкая материя — твоя-моя душа?.. — Музыкальная шкатулка
- А хочешь, я выучусь шить…
- А это вовсе не мой дом, и это не мой порог… — Возвращение
- Алё, Оклахома?..
- Ах, дочка! О чём ты плачешь?.. — Разговор
- Ах, какой алкаш колоритный… — Слушатель мой
- Ах, какой он славный!.. — Мишка из манной каши
- Ах, мой ангел, не бойся…
- Ах, эти мелкие ромашечки в саду… — К цветам
- Барабан мой, ты моё прошлое…
- Без ордена Виртути-Милитари… — Виртути-Милитари
- Без страха и без риска… — Песня — диско
- Безнадёжное моё дело…
- Богата и щедра, я раздала долги…
- Боль сердца моего — сестра… — Сестре
- Боюсь, беда со мною дружит…
- Будешь ей теперь пальчики все целовать… — (из цикла «Эхо»)
- Была ещё одна вдова…
- Была я баба нежная — а стала баба снежная…
- Былое нельзя воротить, а грядущее катится… — Посвящение А.Галичу
- В нашей жизни стало пусто…
- В стиле ретро, в стиле диско…
- В стране, где женщин никогда не звали Агнесс…
- В таких, как ты, я ничего не понимаю… — К сюжету
- В то время, как я эту Землю обследую… — К неизвестному
- В этой маленькой квартирке…
- Вдали истаял контур паруса, паруса, паруса…
- Вдвоём, вдвоём, вдвоём Нежны до устрашенья… — Вдвоём
- Вместо крикнуть: — Останься, останься, прошу!..
- Возьму конверт, расклею… — К письму
- Вот минувшее делает знак и, как негородская пичуга… — К Пицунде
- Всё дело в Польше…
- Всех прикроватных ангелов, увы… — К средневековью
- Вся Россия к нему звонит…
- Геральдика и героика подтаивают во мглах… — Аэротика
- Говорила мне тётя, моя беспокойная тётя…
- Годовщина, годовщина…
- Годы прошли…
- Гололёд — какая гадость… — Гололёд
- Голубоглазые брюнеты и кареглазые блондинки…
- Да я сама такой же тонкости в кости…
- Давно забыть тебя пора… — О женской дружбе (Неальбомное)
- Дети мои спят у края, у берега…
- Дни, что прожиты, с трудом назову золотыми…
- Добрая большая улыбка…
- Дожила до постыдной сивости… — Итоги
- Долгий поиск, тяжкий труд… — Чужие стихи
- Дом Чайковского в Клину… — Дом в Клину
- Дорогой Василий Палыч!.. — К Аксёнову
- Друг мой, душевнобольной… — Тиль
- Дружок! Когда поёт рожок… — Когда поёт рожок
- Друзья или сверстники, наверно, обидятся… — К стилю
- Душа запомнила — зима была… — К сомнамбулам
- Её ль убаюкать, самой ли уснуть?.. — Такую печаль я ношу на груди
- Ежели забрезжило — слушай, голубок…
- Если б знать, если б можно заранее знать!.. — К иллюзиям
- Если барышня читает увлекательный роман… — Барышня
- Если ратуш касалась бы ретушь… — Свидание с Таллином
- Если ты в стране далёкой… — Веретено
- Есть у времени иллюстрация… — Эмиграция
- Есть фантастические игры…
- Жизнь была бы иной, не такою дрянной… — Романс
- Жила-была злая Дадала… — Баллада о Дадале и Дудоле
- Задохнуться в Клину…
- Застывшие Фили…
- И была на целом свете тишина… — Полнолуние
- И вот замираю в передней…
- И вот походкой не московской… — Варшавский фокстерьер
- И вот уже вхожу в такую реку…
- И ленивенько процедив…
- И не всегда ж я буду молодой…
- И опять я звоню с трудом…
- И особенно тех не вернёшь назад…
- И приходит однажды ко мне человек…
- И пытаясь в себе заглушить… — Трещина
- И снова упаду на дно конверта… — Омерта
- Играйте все этюды Черни… — Уроки музыки
- Иду по улице зимой… — Зимняя прогулка
- Из далёких пустошей, затерянных графств…
- Из подарков судьбы, украшений грошёвых… — К крыжовнику
- Изумительно тепло!.. — Моё метро
- Как Ваша светлость поживает?.. — Средневековый диалог
- Как канули во тьму все алеуты… — Памяти Даниила Хармса и тех, кто был тогда с ним
- Как Ламолю ноги ломали!..
- Как магический кристалл… — Читая Цветаеву
- Как холодна моя рука!..
- Какие волшебные звуки… — Железная дева
- Какие тут шутки… — Серая Шейка
- Картинка иль, может, отметинка… — Сретенка
- Клекотала, курлыкала, гулила… — Караульщица
- Когда б ещё не спел тот голос глуховатый… — Любите меня
- Когда б мы жили без затей…
- Когда душа моя от слов твоих остынет…
- Когда ещё хоть строчка сочинится… — Автограф
- Когда услышу эхо той молвы… — Молва
- Кого-то святость увела… — Притча
- Кукольник, кукольник, чёрная душа… — Кукольник
- Лето нынче тянется долго-долго… — К Стивену Кингу
- Меж нами нет любви. Какая-то прохладца…
- Меня несёт на мельницу, меня несёт к запруде…
- Мне бы спать в твоих ладонях…
- Мне другую ночь не спится… — Легенда о Сфинксе
- Мне ещё очень долго казалось… — Эхо
- Мне сын рассказывает сон…
- Мне требуется — странные дела!..
- Мне что-то стало трудно дышать… — Мой дом летает
- Много-много чего я люблю в разноцветной жизни московской… — Сказочки на потолке
- Много знаем птиц, но редко… — Канарейка
- Моё расстроенное старое фоно… — Старое фортепиано
- Можно держать пари, что я не возьму Гран-При…
- Мой бедный летучий Дружочек…
- Мой Горацио, как ты горазд… — К Горацио
- Мой самый трогательный стих… — Мой стих
- Мой сын безбожно на отца похож… — Баллада
- Мой толстокожий персик… — Дочке
- Москва — налево, Москва — направо…
- Моя любовь печальная…
- Музейная миниатюра!..
- Мы бежали друг от друга…
- Мы другие и всё же мы те же…
- Мы не дети Арбата…
- Мы родились потомками…
- На белый или на чёрный…
- На верхней полочке уже… — К тебе
- На дне старой сумки, качаясь в вагоне метро…
- На исходе двухтысячной пьесы…
- На моё: Когда?..
- На мосту, где мы встречались… — На мосту
- На наших кольцах имена…
- На Серебряном, на Сретенском крыльце…
- Назови меня пани…
- Над судьбой Микеле Плачидо — посвящение сериалу «Спрут» и Микеле Плачидо
- Нас согревает радиатор… — Август
- Не боюсь ни беды, ни покоя… — Последняя песня
- Не всё же мне девчонкой быть… — Романс
- Не гаси меня, свечу!.. — Песня свечи
- Не можешь быть, как книга, с полки снят… — К воспоминанию
- Не моих ли рук творенье… — Песенка о вишнёвом варенье
- Не отвертимся, хоть увернёмся…
- Не помню, в каком году…
- Не пускайте поэта в Париж…
- Не расти, дитя моё — что в том толку…
- Нет, советские сумасшедшие… — Советские сумасшедшие
- Ни христианин, ни католик… — Натану Эйдельману
- Никакой в этом мире поэзии…
- Никуда отсюда не деться… — На даче
- Ничего не помню больше… — Няня
- Новый день занимается… — К королеве Марго
- Ну как вообще? Говоришь ты уверенно…
- Ну что ты всё сидишь, ну что ты всё молчишь… — Воздухоплаватель
- О, женщина, летающая трудно…
- О, эта странная прогулка…
- Одна весёлая кума…
- Одна младая девушка тут прыгнула в фонтан… — К русалкам
- Ожидание — это чужое кино… — К ожиданию
- Ой, какой алкаш колоритный… — Слушатель мой бесценный!
- Он — вещать, она — верещать…
- Он играет, играет Элизе… — Волшебный сурок
- Он не протестант, не католик… — Историк
- Он целует меня, обнимает… — Песня о моей собаке
- Она над водой клубами… — К любви
- Опыт говорит — бери дыханье… — К пению
- От книги глаз не поднимаю… — Пушкинская страница
- От твоего дома… — От твоего дома
- От этих мальчиков с их окаянной смуглостью…
- Отболело, отстучало — отошло…
- Отпусти меня, пожалуйста, на море…
- Песня Нибелунгов — ах, не отвлекайся… — К книжкам
- Повторяю опять и опять… — Слово об опятах
- Под ветром грозовым дрожа…
- Подыми забрало и шагай за гробом… — Песня к турниру (из спектакля «Дом, который построил Свифт»)
- Пожалей, стрела, оленя…
- Полгода нет Высоцкого… — Январь имени Высоцкого
- Поль Мориа, уймите скрипки… — На смерть Высоцкого
- Помилуй, Боже, стариков…
- Помню свечку, помню ёлку… — Песня Лилипута (из спектакля «Дом, который построил Свифт»)
- Помню, как-то ездили в Конаково… — К картинам прошлого
- Пора тебе браться за дело… — К себе
- Поэт — у древа времени отросток… — Поэт
- Признавайся себе, что муж-дитя…
- Приходи, пожалуйста, пораньше… — К китайской кухне
- Пропади ты пропадом…
- Прошу себе не красоты… — Автопортрет
- Прощай, говорю себе, мемуаристика…
- Прощай, мой воронёночек… — Прощальная песня шарманщика
- Птица-муха, птица-муха…
- Пустеет дом, пустеет сад… — Песня Ванессы (из спектакля «Дом, который построил Свифт»)
- Разве ради прогулки по лестнице…
- Расскажи мне, милый, где болит… — К камням
- Розовый палисандр, бархатная розетка… — Фанни и Александр
- Рыжий, рыжий дружище Джекки… — Песня о Рыжем констебле (из спектакля «Дом, который построил Свифт»)
- Светлое распятье… — Семь песен Жанны д’Арк
- Селяви так селяви!.. — Вдогонку Евгению Клячкину
- Силы небесные, силы неравные!.. — К детям
- Синие солдатики, красная картечь… — Игра в солдатики
- Сколько пришло дождей с тем хмурым днём… — Поговорим о нём
- Сколько среди людей ни живи…
- Слово неважное, да больно уж вещь хороша… — К независимости
- Смеркалось, только диссиденты… — К Науму Коржавину
- Смотрю кругом — какие рожи!..
- Собраться — разобраться…
- Сова, сова, седая голова…
- Спаси его, разлука… — Заклинание
- Сто женщин, сто младенцев есть во мне…
- Столько плакала родимая сторонка…
- Судьбу пытает кавалер…
- Так уж лучше бы зеркало треснуло… — Старая драма
- Такую печаль я ношу на груди…
- Тают денежки мои, воробеюшки мои…
- Тебя, как сломанную руку…
- Теперь всё чаще хочется друзьям…
- Теперь почти что невидимка…
- Теребит меня старуша… — Старуша
- То ли верю, то ли верю… — Песня о Гулливере (из спектакля «Дом, который построил Свифт»)
- То призрачное, то прозрачное…
- Три сестрицы — певуньи, работницы…
- Ты была мегерой мегер…
- Ты делишься со мною планами… — Дитя со спичками
- Ты меня попрекаешь везучестью…
- Ты просишь с тобой посекретничать…
- Ты то мерещишься, то чудишься…
- У маленькой любви — коротенькие руки… — Песня о маленькой любви
- У нашей кровяной сестры… — К стихам
- Уезжают мои родственники…
- Уйди из-под этой крыши… — Рождение поэта
- Усталость преодолевая… — Формула
- Хоть маленький сон, хоть малюсенький…
- Хочу увидеть тебя в костюме…
- Циркач, разбейся в небе… — Песня бродячих актёров (из спектакля «Дом, который построил Свифт»)
- Цыганка, цыганочка Аза… — Цыганочка Аза
- Челентано в чёрной «Волге»… — Челентано
- Чем глуше ночь, тем слаще грёзы…
- Чертополохом поросли,- скажу тебе на ухо…
- Что она плачет, что она плачет…
- Что, выдумщица, что ты натворила… — К фантазиям
- Чуть торопящиеся часы… — К дому
- Шестидесятые года… — Песня — ретро
- Эта книга пропахла твоим табаком…
- Эта маленькая женщина поёт… — Новелле Матвеевой
- Этот воздушный транспорт… — Воздушный транспорт
- Я — неразменная монета…
- Я в пятнадцать была Жанна д’Арк… — К старому другу
- Я веду свой образ дней…
- Я выбрал самый звонкий барабан…
- Я живу как живу…
- Я звоню тебе из Невинграда…
- Я играла с огнём, не боялась огня… — (Стихи В. Долиной, Музыка А. Суханова)
- Я не прочту ему стихов…
- Я нищая сиротка, горбунья и уродка…
- Я обиды рассовала по карманам…
- Я пустышечку несу… — Летняя колыбельная
- Я развлечь вас постараюсь… — Пастораль
- Я с укоризной богу говорю… — Посвящается Б. Ш. Окуджаве
- Я сама себя открыла…
- Я сижу и мучу строчку… — Размышления по поводу отдыха на юге
- Я теряю тебя, теряю…
- Я хотела бы, знаешь ли, подарить тебе шарф… — Эхо